# Сергій Олександрович
Вели́кий князь Сергі́й Олекса́ндрович (29 квітня (11 травня) 1857, Царське Село — 4 (17) лютого 1905, Москва) — п'ятий син Олександра II, Московський градоначальник, генерал-губернатор.
Чоловік великої княгині Єлизавети Федорівни. Загинув від бомби терориста Каляєва.

## Біографія

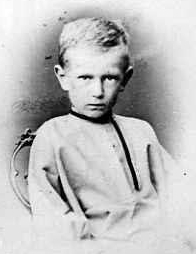
Сергій Олександрович, 1863

Учасник російсько-турецької війни 1877—1878.
З лютого 1887 — командир лейб-гвардійського Преображенського полку.
З 26 лютого 1891 московський військовий генерал-губернатор, з 1896 командувач Московським ВО (генерал-лейтенант).
З 1892 — почесний член Свято-Князь-Володимирського братства, яке перебуває під заступництвом великого князя Володимира Олександровича берлінського православного.

## Убивство та поховання

Зруйнована вибухом карета, в якій знаходився Великий князь Сергій Олександрович

4 лютого 1905, близько 3-ї години по півдні, великий князь від'їхав у кареті від Миколаївського палацу до Кремля; під'їжджаючи до Микільської вежі, був розірваний «пекельною машиною», кинутою членом «бойової організації партії соціалістів-революціонерів» Іваном Каляєвим; загинув відразу, смертельно поранило кучера, карету рознесло. Тіло великого князя було розчленоване вибухом на частини; після бальзамування та заморожування останки були покладені до труни, яку виставлено в соборі кремлівського кафедрального Чудівського монастиря. З телеграм з Москви 8 лютого: «Кремль увесь день переповнений народом. Біля труни Великого Князя безперервно служать панахиди. Церква святителя Алексія, в якій поставлено труну з останками Великого Князя далеко не може вмістити всіх охочих поклонитися праху <…>».
Пораненого кучера Андрія Рудінкіна було доставлено до Яузької лікарні, де він невдовзі помер; його ім'я також поминали на Найвищій панахиді ввечері 8 лютого, яку очолював митрополит Московський Володимир (Богоявленський) за вселюдного ридання богомольців.

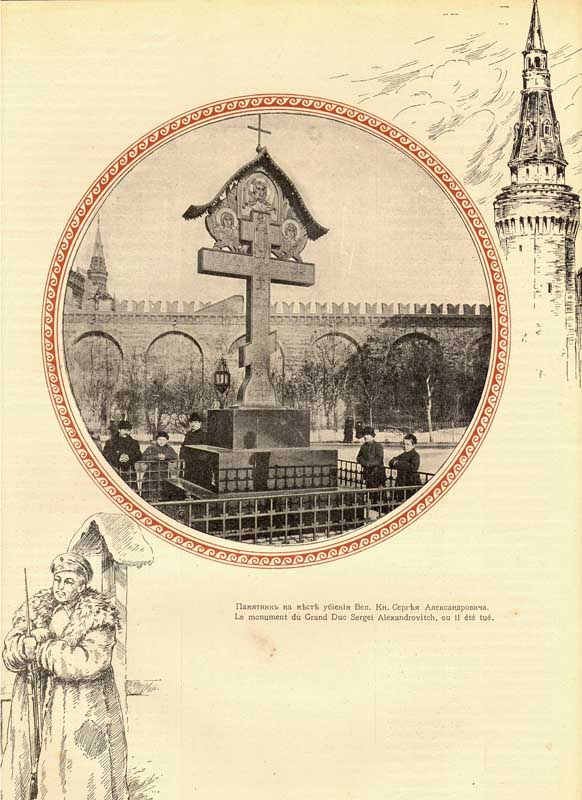
Хрест-пам'ятник на місці вбивства Сергія Олександровича

Убивство Великого князя Сергія потрясло консервативно-монархічні кола суспільства. Його засудив вождь ірландських терористів Мікаель Девільт, який незадовго до трагедії зустрічався з Великим князем у Москві. Він заявив представникам преси, що покійний генерал-губернатор був «гуманною людиною й постійно виявляв інтерес до поліпшення життя робітників».[джерело?]
Ліворадикальне та єврейське середовища, навпаки, новину зустріли із задоволенням, про що може свідчити цинічний жарт того часу: «Нарешті Великому князю довелося розкинути мізками!».

## Приватне життя й думки про нього

### Шлюб і сім'я
3 (15) червня 1884-го в Придворній церкві Зимового палацу вінчався шлюбом з принцесою Гесен-Дармштадтською Єлизаветою Олександрою Луїзою Алісою (в православ'ї отримала ім'я Єлизавета Федорівна), яка була другою донькою великого герцога Гесенського Людвіга IV, онукою англійської королеви Вікторії, старшою сестрою імператриці Олександри Федорівни.
Сергія та Єлизавети виховували велику княжну Марію Павлівну та її брата, великого князя Дмитра Павловича, мати яких померла під час передчасних пологів. Після вбивства чоловіка, залишивши світське життя, Єлизавета Федорівна прийняла чернецтво. Страчена більшовиками 1918 року; була канонізована як преподобномучениця.
Згідно зі складеним у 1992 році (після її канонізації) житієм преподобномучениці Єлизавети, подружжя незалежно один від одного, ще до знайомства, дали Богу обітницю вінця. Тому шлюб їх був бездітним, вони жили як брат з сестрою.

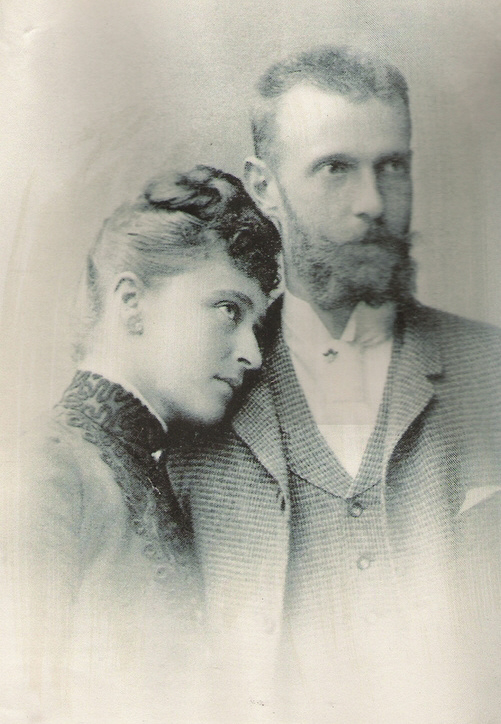
Сергій Олександрович із дружиною

Шарлота Зеепват, представниця західноєвропейської промонархістської історіографії, пише:
|  | Елізабет Гесенська розмірковувала понад рік, перш ніж прийняти пропозицію великого князя Сергія Олександровича, з дитинства їй знайомого. Князь теж поводився нерішуче, та все ж у вересні 1883-го Елізабет і Сергій Олександрович, нарешті побралися. Батько нареченої сказав Олександру III: "Я дав свою згоду не вагаючись. Я знаю Сергія з дитячого віку; бачу його милі, приємні манери й упевнений, що він зробить мою доньку щасливою." |

Дослідниця вважає, що 
|  | нещодавно опубліковані приватні листи спростовують думку, яка існувала раніше, про те, що шлюб Елізабет був нещасливим. Така думка склалася завдяки придворним пліткам і письмовим спогадами великого князя Олександра Михайловича, який ненавидів Сергія. Великий князь Сергій був дуже релігійною людиною, що не приховував неприязні до розкішного суспільства, й, природно, що він мав багато ворогів. Брат Елізабет, Ернест Людвіг згадував: "Він часто бував самовпевненим. У такі моменти він напружувався, погляд його ставав твердим… Тому у людей складалося невірне враження. Тоді як його вважали холодним зверхником, він допомагав дуже багатьом людям, але робив це за суворої таємниці". Елізабет так сказала своєму батькові: "Сергій — це людина, яку що більше пізнаєш, то більше любиш…" |

### Гомосексуальність
Соціолог, психолог і сексолог Ігор Кон стверджував (1997), що Сергій Олександрович вів відкрито гомосексуальний спосіб життя, навівши як приклад історію зі спогадів міністра закордонних справ графа Володимира Ламсдорфа.

Історик В. Балязін зазначав:
|  | Їх сімейне життя не склалося, хоча Єлизавета Федорівна ретельно приховувала це, не зізнаючись навіть своїм дармштадтським родичам. Причиною цього, зокрема, була пристрасть Сергія Олександровича до осіб протилежної статі. |

Власниця столичного великосвітського салону дружина генерала Богдановича Олександра Вікторівна передавала у своєму щоденнику слова Царськосільської подруги про те, що 
|  | Сергій Олександрович живе зі своїм ад'ютантом Мартиновим, що дружині пропонував не раз обрати собі чоловіка з докільних їй людей. Вона бачила газету іноземну, де було надруковано, що приїхав до Парижа le grand duc Serge avec sa maitresse m-r un tel. Ось, подумаєш, які скандали! |

Ніна Берберова в біографії сучасника князя композитора Чайковського, відомого гея, пригадувала такий епізод: 
|  | Відомий один випадок із людиною, знайомою досить багатьом, викладачем латині та грецької, коханцем московського губернатора, великого князя Сергія Олександровича (брата Олександра Третього), якого судили та якому дали три роки «вигнання» до Саратова, та потім повернули до Москву. |

## У літературі
- Виведений у романах Бориса Акуніна «Статський радник» і «Коронація, або Останній із Романів» під ім'ям Симеона Олександровича.